# Edmond Bimont
Edmond Bimont (* 2. November 1897 in Livry-Gargan; † 25. April 1964) war ein französischer Langstreckenläufer.
Bei den Olympischen Spielen 1920 in Antwerpen kam er im Crosslauf auf den 32. Platz.